# Wolfsbach (Lieser)
Der Wolfsbach ist ein rechter Zufluss der Lieser im österreichischen Bundesland Kärnten.

## Lage
Der Wolfsbach entspringt östlich der Torscharte in rund 2080 Meter Seehöhe. Er fließt in nordöstlicher Richtung zuerst durch Almen und nimmt dabei von links den Wandbach und von rechts den Luckabach auf. Danach wird das Tal bewaldet und schmal. Bei St. Peter mündet der Wolfsbach in die Lieser.
Sein Einzugsgebiet liegt in der Gemeinde Rennweg am Katschberg in der Ankogelgruppe.  

## Berge
Das Quellgebiet des Wolfsbachs wird, im Uhrzeigersinn, umgeben von Hirneck (2164 m), Karlhöhe (2218 m), Stubeck (2370 m), Poisnig (2528 m), Wandspitze (2623 m), Sternspitze (2497 m) und Stampatzspitz (2059 m).

## Nebenbäche
Der Wolfsbach hat ein Einzugsgebiet von 13,2 Quadratkilometern, seine größten Nebenbäche sind:
| Name                   | Mündungsseite | Mündungsort  | Einzugsgebiet in km² |
| ---------------------- | ------------- | ------------ | -------------------- |
| Wandbach               | links         | Wansinghütte | 1,4                  |
| Luckabach (Luckenbach) | rechts        | Pirkerhütte  | 2,7                  |

## Wandern
Von St. Peter führt ein markierter Wanderweg in das Wolfsbachtal und weiter auf die Sternspitze oder die Torscharte.